# Douglaston–Little Neck
Douglaston–Little Neck est un quartier de la municipalité de New York, situé dans l'est de l’arrondissement du Queens.
En 2021, Douglaston et Little Neck ont une population de 31 659 et 16 641 habitants respectivement,.
Le quartier est desservi par deux gares de la Port Washington Branch, ligne de trains de banlieue du réseau ferroviaire Long Island Railroad. La gare de Douglaston est située au croisement de la 235e rue et de la 41e avenue, à proximité de Douglaston Parkway, tandis que la gare de Little Neck est située à l'intersection de Little Neck Parkway et de la 39e.
La rivière Alley Creek et l'Alley Pond Park (en) occupent une ancienne vallée glaciaire. C'est le plus vaste parc public du Queens après Flushing Meadows - Corona Park.

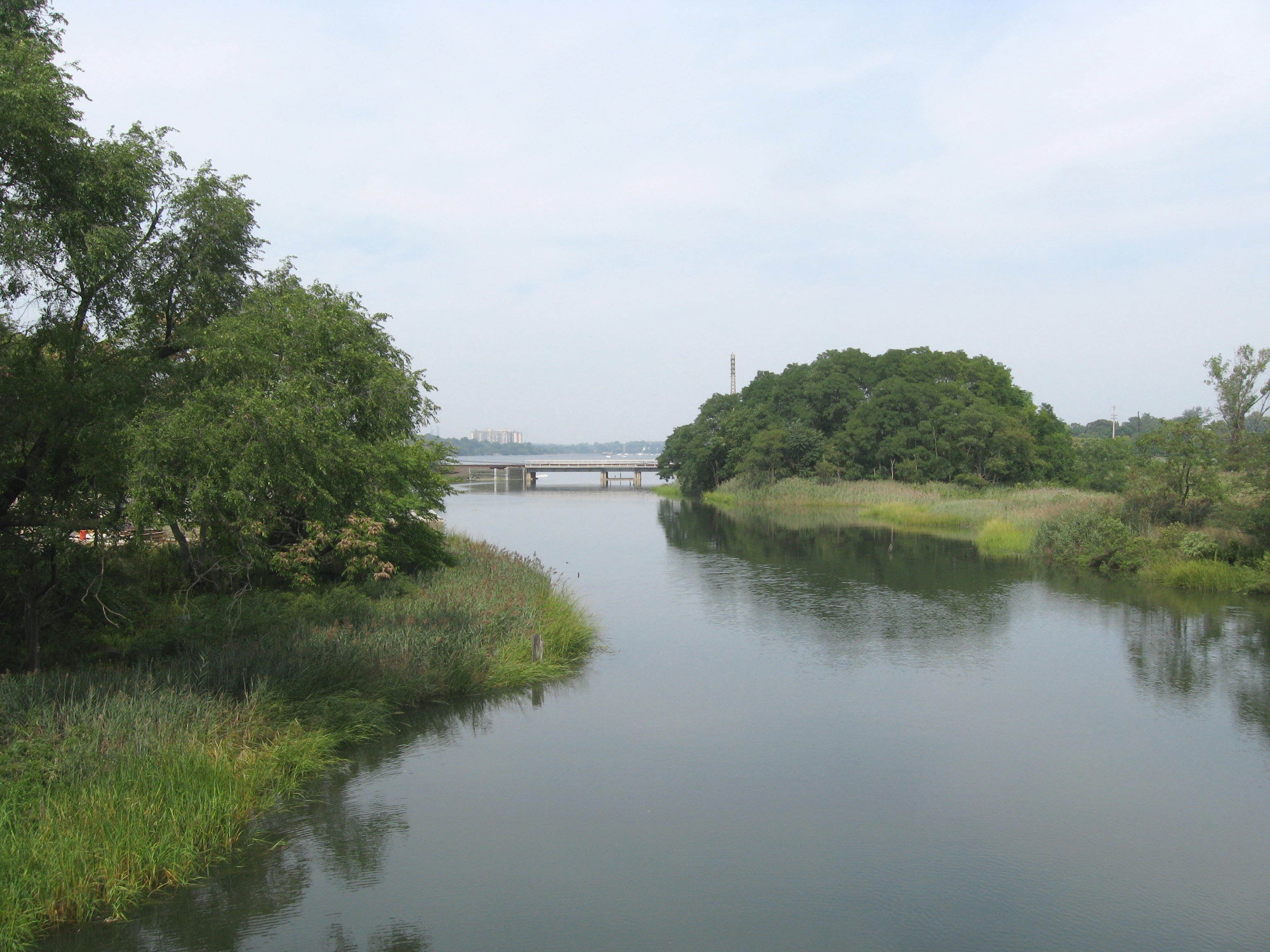
Alley Creek à marée haute.
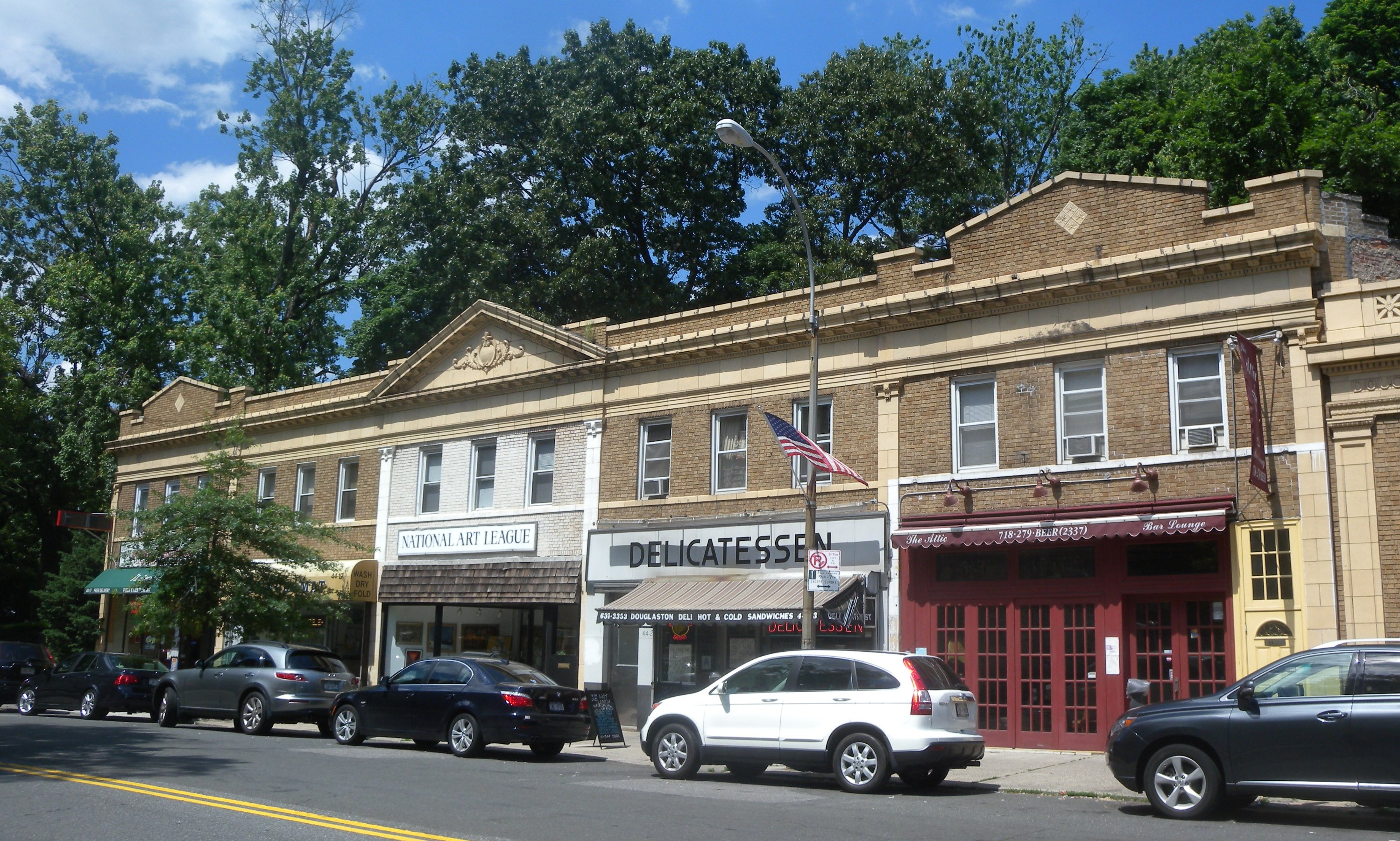
Douglaston Parkway.
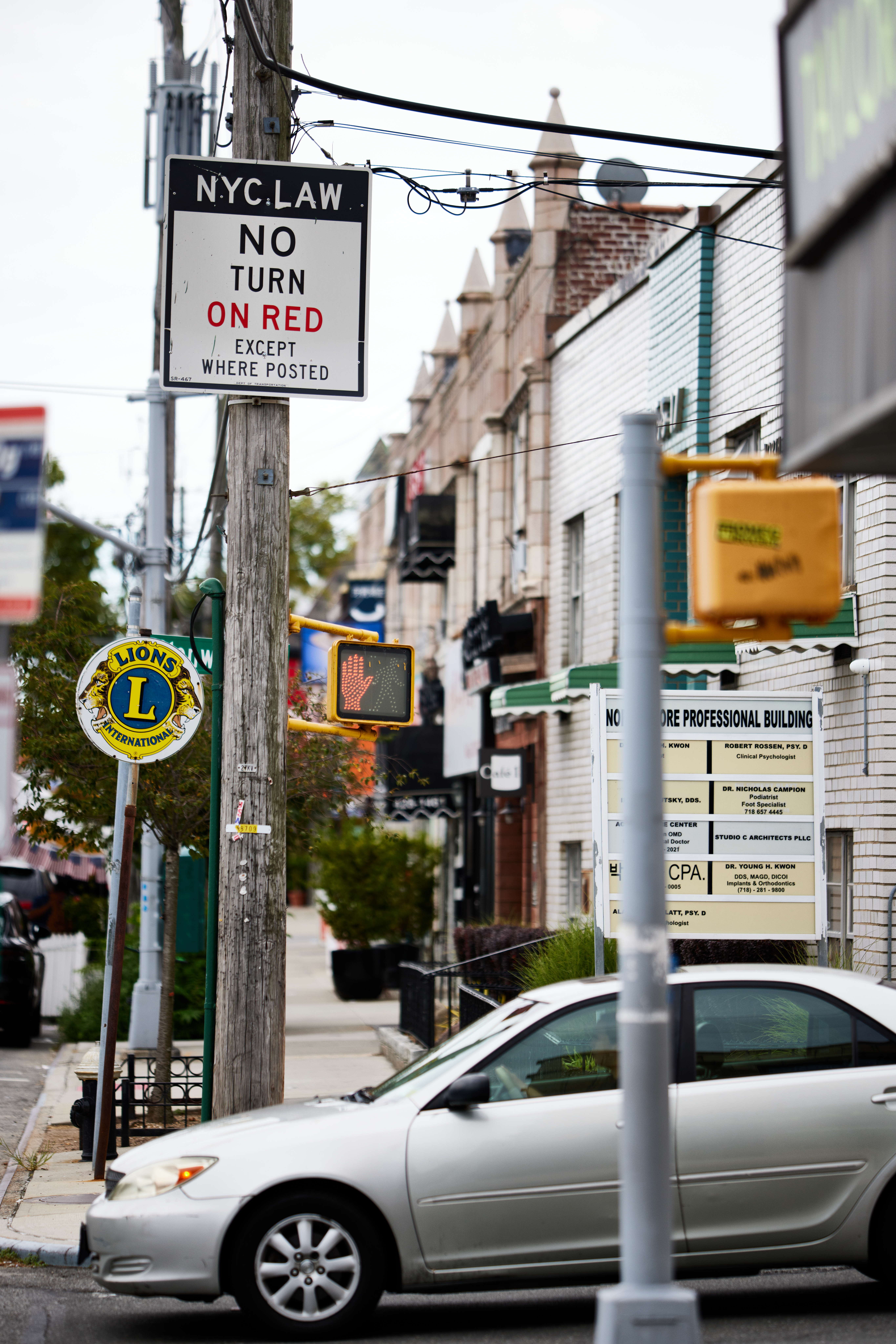
Entrée dans New York à Little Neck.